# Daniel Runge (Pastor)
Daniel Ewald Friedrich Runge (* 14. April 1804 in Brunn (Mecklenburg); † Anfang März 1864 in Germantown, heute German Township, Vanderburgh County, Indiana) war ein deutscher evangelischer Theologe, Pastor von Woldegk und Mitglied der mecklenburgischen Abgeordnetenversammlung von 1848/50.

## Leben
Daniel Runge wurde als Sohn und drittes von elf Kindern des Gutspächters David Runge (* 1773) und der Gutspächtertochter Sophie, geb. Otto (1785–1853), geboren. Er war ein Neffe des Kunstmalers Philipp Otto Runge. Die Ärzte Wilhelm Runge (1805–1863) und Adolph Runge (1816–1862) waren seine Brüder. Seine Cousine Pauline (1807–1887) war mit Wilhelm Mussehl verheiratet.
Runge verlebte seine Kindheit und Jugend in Ludorf bei Röbel, wo die Familie ab 1808 lebte. 1811 bis 1820 von Privatlehrern unterrichtet, besuchte er ab Herbst 1820 die Gelehrtenschule in Friedland und bestand dort Ostern 1824 das Abitur. Er beteiligte sich aktiv an der Friedländer Turnbewegung; 1822/23 wird er als Vorturner genannt. Runge studierte ab 1824 Evangelische Theologie in Halle und ab Herbst 1826 in Rostock. Während seines Studiums wurde er 1824 Mitglied der Alten Halleschen Burschenschaft und der Biergrafschaft Halle. Von Ostern 1827 bis 1828 wirkte er als Hauslehrer bei Dr. Franz Crull (1787–1848) in Rostock, dann als Lehrer an einer Rostocker Privatschule. 1828 erwarb er die Predigererlaubnis für Mecklenburg-Strelitz, fand jedoch zunächst keine Anstellung und arbeitete von 1829 bis 1832 wiederum als Hauslehrer nun bei Philipp von Stenglin auf Gelbensande, dann bei der Pächterfamilie Meyer auf Mandelshagen bei Ribnitz. 1832 bestand Runge das theologische Examen bei Superintendent Johann Kleiminger in Sternberg. Nachdem er sich 1830 bis 1832 mehrfach erfolglos um feste Anstellung als Lehrer, Konrektor oder Rektor in Sternberg, Goldberg und Kröpelin beworben hatte, fand Runge im Sommer 1832 eine erste Anstellung als Adjunkt des Pastors Ernst Asmis in Woldegk. 1835 wurde er als dessen Amtsnachfolger gewählt.
Daniel Runge erregte in 1845 mit freiheitlicher Gesinnung durch einen Zeitschriftenaufsatz Die Entscheidungsstunde für unser Jahrhundert hat geschlagen… und durch öffentliche Polemik gegen die Kirchenlehre schnell den Unwillen seiner vorgesetzten Behörde, was amtliche Untersuchungen zur Folge hatte. 1839 erwähnte ihn Friedrich Ludwig Jahn (Turnvater Jahn), mit dem Runge schon seit seiner Turnerzeit in Friedland bekannt war, in einem Brief als Herausgeber der Liederbücher, um die er sich nicht mehr kümmert und deren Besorgung er einem jüngern Bruder übertragen, der sich jetzt in Jena der Heilkunde widmet. In der revolutionären Bewegung von 1848/49 entwickelte sich Runge zu einem führenden Vertreter der Woldegker Reformbewegung. Im April 1848 wurde er als Schriftführer in den zwölfköpfigen Vorstand des Reformvereins gewählt und rief in der Zeitung zur Teilnahme an einem Treffen der Köthener Lichtfreunde auf, was ihm wieder dienstliche Kritik einbrachte.
In der Folgezeit nutzte Runge häufig sein Predigeramt, um revolutionäres Gedankengut zu verbreiten. Er wurde vom Rostocker Reformverein als Kandidat für das Landesparlament benannt und 1848 im Wahlbezirk Woldegk in zweiter Wahl zum Mitglied der konstituierenden Abgeordnetenversammlung gewählt. Daniel Runge gehörte der parlamentarischen Linken an und setzte sich u. a. für eine zeitgemäße Städteordnung ein.
Auch nach dem Scheitern der Revolution blieb Daniel Runge trotz schnell einsetzender Repressalien seiner politischen Überzeugung treu. Unter dem Eindruck eines gegen ihn angestrengten Suspensionsverfahrens legte er Mitte 1851 sein Pastorenamt nieder und folgte wie viele Forty-Eighters Anfang 1852 mit der gesamten Familie seinen Brüdern nach Amerika. Später lebte Runge in und bei Evansville (Indiana).
Daniel Runge war seit 1835 verheiratet. In Mecklenburg geboren wurden bis 1851 vier Söhne und eine Tochter, die allesamt mit den Eltern ausgewandert sind.

## Werke
- ab 1825 Herausgeber einer Auswahl Deutscher Lieder (Leipzig, F. A. Serig, neun Auflagen bis 1860)
- Nachruf auf Robert Blum (den er persönlich kannte). In: Mecklenburgischer Landtagsbote vom 17. November 1848